# Studio TF1
 (août 2024).
Studio TF1, anciennement Newen Studios jusqu'en mars 2025, est un groupe de production et de distribution audiovisuelle européen, propriété du groupe TF1. Créé en 2008, il s'agit d'un des leaders français de la production et de la distribution audiovisuelle, avec un fort déploiement à l’international. Ses productions sont développées par ses différentes filiales : Telfrance, Capa, 17 juin média, Blue Spirit en France, ainsi que Tuvalu, Pupkin, Nimbus et  De Mensen en Europe du Nord.
Newen Studios produit des programmes pour divers acteurs du secteur audiovisuel, tels que les chaînes publiques et privées ainsi que les plateformes numériques. L'entreprise couvre un large éventail de formats et de genres, allant de la fiction quotidienne d’access prime-time aux séries événementielles, en passant par les longs métrages d’animation, les documentaires, le divertissement factuel et les magazines d’infotainment.
Newen Studios répond à des demandes variées en termes de formats, genres, budgets, supports et publics cibles. Par ailleurs, la société joue un rôle important dans la distribution audiovisuelle en France et à l’international, avec une production annuelle de plus de 1 000 heures et un catalogue regroupant plus de 5 000 heures de contenu.

## Histoire
En 2008 l'homme d'affaires Fabrice Larue rachète Telfrance pour 100 millions d'euros, la société produit la série télévisée Plus belle la vie pour France 3.
Au début de l'année 2010, il rachète 60 % des parts de l'agence de presse Capa et rassemble alors Telfrance et Capa au sein de Newen pour constituer un nouveau groupe spécialisé dans la création de contenus audiovisuels. Il met aussi en place le réseau européen « Newen Network » avec Globomedia, en Espagne, TéVé Media Group, en Hollande et en Belgique et Bavaria Film, en Allemagne. Ce réseau rassemble les plus gros producteurs audiovisuels indépendants européens.
En mars 2015, 17 juin média rejoint le groupe Newen.
En novembre 2015, le Groupe TF1 rachète 70 % du capital contre 300 millions d'euros et fait une promesse d'achat à exercer entre 2018 et 2023, avec un prix fixé en fonction des résultats de Newen,.
En 2017, le développement international de Newen se poursuit à travers le lancement de la troisième saison de la série Versailles, vendue dans 135 pays, et l’acquisition du groupe de médias hollandais Tuvalu.
Le 5 avril 2018, le groupe TF1 s'acquitte des 30 % manquants et devient l'unique propriétaire de la holding. Bibiane Godfroid devient la présidente du groupe.
En août 2018, Newen acquiert une participation majoritaire au sein de Pupkin, entreprise néerlandaise, ainsi qu'une participation minoritaire au sein de l'entreprise danoise Nimbus . En février 2019, Newen acquiert une participation majoritaire au sein de la société belge De Mensen.
En janvier 2022, Romain Bessi succède à Bibiane Godfroid à la tête du groupe Newen Studios. Il est nommé directeur général du groupe qui, depuis son rachat par TF1 en 2015, a triplé de taille.
Fin mars 2025, Newen Studios change de nom pour Studio TF1.